# Langwies

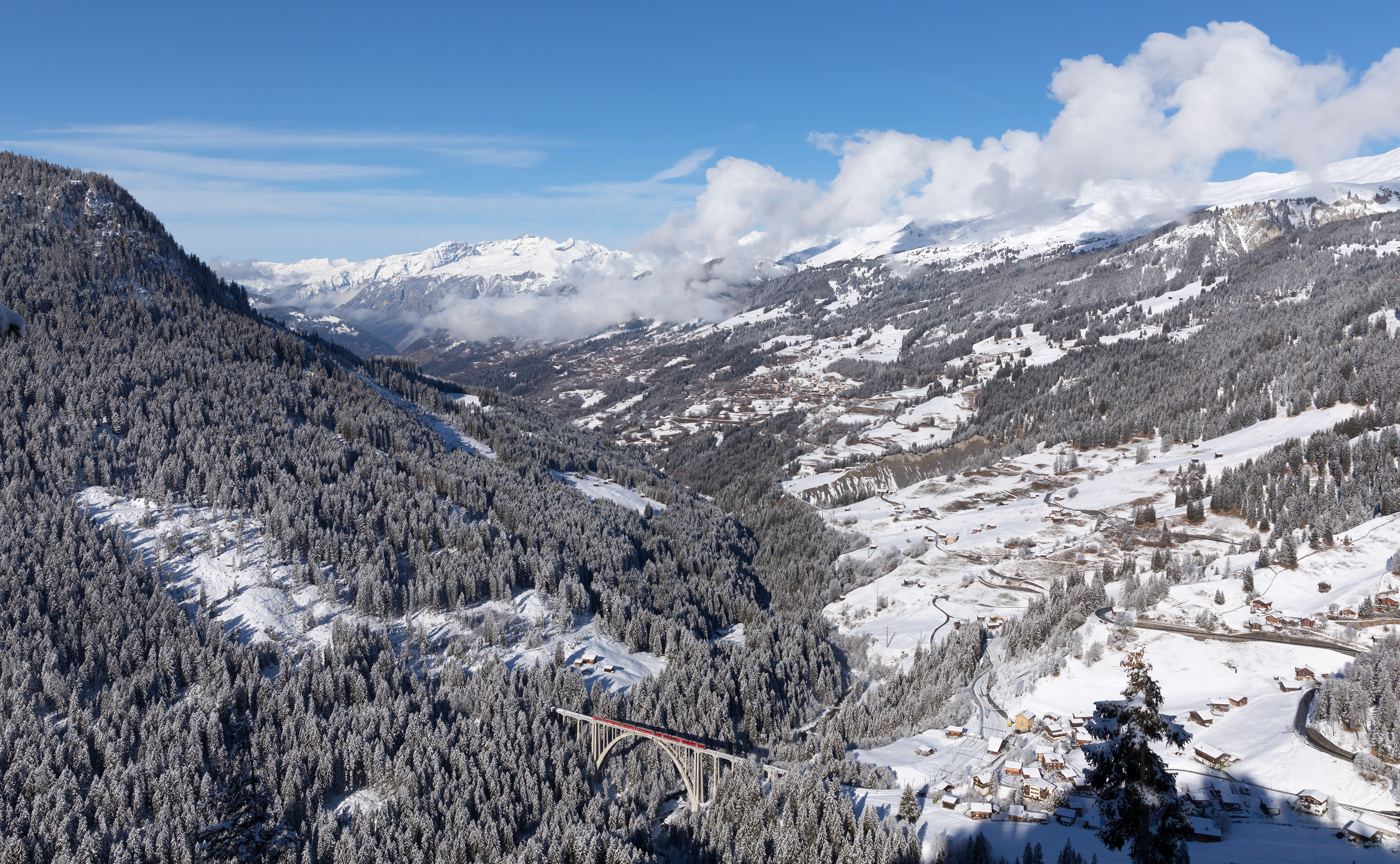
La campagne à Langwies. En bas le viaduc de Langwies. Février 2017.

Langwies est une localité et une ancienne commune suisse du canton des Grisons, située dans la région de Plessur.

## Histoire

Photo aérienne prise à 1800 m par Walter Mittelholzer (1928).

Le 1er janvier 2013, les communes de Calfreisen, Castiel, Langwies, Lüen, Molinis, Peist et Sankt Peter-Pagig ont été intégrées à celle d'Arosa.